# Dienstgericht für Richter
Ein Dienstgericht für Richter ist in Deutschland ein Gericht, das über disziplinarrechtliche und dienstrechtliche Fragen von Richtern entscheidet. Gesetzliche Grundlagen sind die §§ 61 bis 68 und 77 bis 84 des Deutschen Richtergesetzes sowie die Richtergesetze der Länder. Für Bundesrichter ist ausschließlich ein besonderer Senat des Bundesgerichtshofs als Dienstgericht des Bundes zuständig, für Landesrichter das Dienstgericht des jeweiligen Landes. Gegen Entscheidungen eines Landesdienstgerichts können Rechtsmittel zum Dienstgerichtshof für Richter des Landes oder (wenn der Weg zu den Dienstgerichtshöfen nicht eröffnet ist) zum Dienstgericht des Bundes (§ 62 Abs. 2, § 79 DRiG) eingelegt werden.
Die Dienstgerichte sind mit einem Vorsitzenden, einem ständigen und einem nichtständigen Beisitzer besetzt. Der nichtständige Beisitzer gehört dem Gerichtszweig des vom Verfahren betroffenen Richters an.

## Liste der Dienstgerichte der Länder
Organisatorisch sind die Dienstgerichte jeweils an ein anderes Gericht, meist ein Landgericht, angebunden. Derzeit bestehen Dienstgerichte bei folgenden Gerichten:
| Träger des Gerichts    | Bezeichnung des Gerichts                  |
| ---------------------- | ----------------------------------------- |
| Baden-Württemberg      | Landgericht Karlsruhe                     |
| Bayern                 | Landgericht Nürnberg-Fürth                |
| Berlin                 | Verwaltungsgericht Berlin                 |
| Brandenburg            | Landgericht Cottbus                       |
| Bremen                 | Landgericht Bremen                        |
| Hamburg                | Landgericht Hamburg                       |
| Hessen                 | Landgericht Frankfurt am Main             |
| Mecklenburg-Vorpommern | Verwaltungsgericht Greifswald             |
| Niedersachsen          | Landgericht Hannover                      |
| Nordrhein-Westfalen    | Landgericht Düsseldorf                    |
| Rheinland-Pfalz        | Pfälzisches Oberlandesgericht Zweibrücken |
| Saarland               | Landgericht Saarbrücken                   |
| Sachsen                | Landgericht Leipzig                       |
| Sachsen-Anhalt         | Verwaltungsgericht Magdeburg              |
| Schleswig-Holstein     | Landgericht Kiel                          |
| Thüringen              | Landgericht Meiningen                     |